# Gland (Aisne)
Gland es una comuna francesa situada en el departamento de Aisne, en la región de Alta Francia.

## Geografía
Está ubicada a orillas del río Marne, a 4 km al este de Château-Thierry.

## Demografía
| 312 | 316 | 365 | 467 | 503 | 452 | 474 | 454 | 444 |
| Para los censos de 1962 a 1999 la población legal corresponde a la población sin duplicidades (Fuente: INSEE [Consultar]) |     |     |     |     |     |     |     |     |